# Carlos Bianchi
Carlos Alberto Bianchi (Buenos Aires, 26 april 1949) is een Argentijns voormalig voetballer en voetbaltrainer. Bianchi werd in zijn carrière driemaal topscorer van Argentinië in 1970, 1971, 1981 en vijfmaal topscorer van Frankrijk in 1974, 1976, 1977, 1978 en 1979. Hij scoorde in zijn gehele carrière 385 doelpunten in 546 wedstrijden. Bianchi is de enige hoofdtrainer die de CONMEBOL Libertadores viermaal won, waarvan eenmaal met Vélez Sársfield en driemaal met Boca Juniors.
Als clubtrainer was Bianci erg succesvol en is de meest succesvolle hoofdtrainer van Boca Juniors ooit, waarmee hij vier Argentijnse landstitels, drie CONMEBOL Libertadores-titels en tweemaal de wereldbeker voor clubteams won. Met Vélez Sarsfield won hij als hoofdtrainer driemaal de Argentijnse landstitel, eenmaal de CONMEBOL Libertadores, eenmaal de wereldbeker voor clubteams en eenmaal de Copa Interamericana. Zowel bij Roma in 1996 als met Atlético Madrid in 2005 werd Bianchi binnen een seizoen ontslagen. Na zijn ontslag bij Atletico gaf Bianchi aan te stoppen met zijn werkzaamheden als hoofdtrainer. In 2008 werd hij sportief directeur bij Boca Juniors, een functie die hij twee jaar later voor bekeken hield. Eind 2012 maakte hij bij diezelfde club zijn comeback als trainer.

## Loopbaan als speler
- 1967–1973:  Vélez Sársfield
- 1973–1977:  Reims
- 1977–1979:  Paris Saint-Germain
- 1979–1980:  Strasbourg
- 1980–1984:  Vélez Sársfield
- 1984–1985:  Reims

## Interlandcarrière
| Interlands van Carlos Alberto Bianchi voor Argentinië | Interlands van Carlos Alberto Bianchi voor Argentinië | Interlands van Carlos Alberto Bianchi voor Argentinië | Interlands van Carlos Alberto Bianchi voor Argentinië | Interlands van Carlos Alberto Bianchi voor Argentinië | Interlands van Carlos Alberto Bianchi voor Argentinië |
| №                                                     | Datum                                                 | Wedstrijd                                             | Uitslag                                               | Competitie                                            | Goals                                                 |
| Als speler van Vélez Sársfield                        | Als speler van Vélez Sársfield                        | Als speler van Vélez Sársfield                        | Als speler van Vélez Sársfield                        | Als speler van Vélez Sársfield                        | Als speler van Vélez Sársfield                        |
| ----------------------------------------------------- | ----------------------------------------------------- | ----------------------------------------------------- | ----------------------------------------------------- | ----------------------------------------------------- | ----------------------------------------------------- |
| 1                                                     | 22 oktober 1970                                       | Paraguay – Argentinië                                 | 1 – 1                                                 | Vriendschappelijk                                     | 0                                                     |
| 2                                                     | 8 januari 1971                                        | Argentinië – Frankrijk                                | 3 – 4                                                 | Vriendschappelijk                                     | 0                                                     |
| 3                                                     | 4 juli 1971                                           | Paraguay – Argentinië                                 | 1 – 1                                                 | Vriendschappelijk                                     | 0                                                     |
| 4                                                     | 9 juli 1971                                           | Argentinië – Paraguay                                 | 1 – 0                                                 | Vriendschappelijk                                     | 0                                                     |
| 5                                                     | 11 juli 1971                                          | Argentinië – Paraguay                                 | 1 – 0                                                 | Vriendschappelijk                                     | 0                                                     |
| 6                                                     | 14 juli 1971                                          | Argentinië – Uruguay                                  | 1 – 0                                                 | Vriendschappelijk                                     | 0                                                     |
| 7                                                     | 18 juli 1971                                          | Uruguay – Argentinië                                  | 1 – 1                                                 | Vriendschappelijk                                     | 0                                                     |
| 8                                                     | 21 juli 1971                                          | Chili – Argentinië                                    | 2 – 2                                                 | Vriendschappelijk                                     | 0                                                     |
| 9                                                     | 28 juli 1971                                          | Argentinië – Brazilië                                 | 1 – 1                                                 | Vriendschappelijk                                     | 0                                                     |
| 10                                                    | 28 juli 1971                                          | Argentinië – Brazilië                                 | 2 – 2                                                 | Vriendschappelijk                                     | 0                                                     |
| 11                                                    | 4 augustus 1971                                       | Argentinië – Chili                                    | 1 – 0                                                 | Vriendschappelijk                                     | 0                                                     |
| 12                                                    | 22 juni 1972                                          | Argentinië – Colombia                                 | 4 – 1                                                 | Vriendschappelijk                                     | 3                                                     |
| 13                                                    | 25 juni 1972                                          | Argentinië – Frankrijk                                | 0 – 0                                                 | Vriendschappelijk                                     | 0                                                     |
| 14                                                    | 29 juni 1972                                          | Portugal – Argentinië                                 | 3 – 1                                                 | Vriendschappelijk                                     | 0                                                     |

## Erelijst
Als speler
 Vélez Sarsfield
- Primera División (1): 1968 Nacional

Individueel als speler
- Topscorer Primera División (3): 1970, 1971, 1981
- Topscorer Division 1 (5): 1973/74, 1975/76, 1976/77, 1977/78, 1978/79

Als trainer
 Vélez Sarsfield
- Primera División (3): 1993 Clausura, 1995 Apertura, 1996 Clausura
- CONMEBOL Libertadores (1): 1994
- Wereldbeker voor clubteams (1): 1994
- Copa Interamericana (1): 1996

 Boca Juniors
- Primera División (4): 1998 Apertura, 1999 Clausura, 2000 Apertura, 2003 Apertura
- CONMEBOL Libertadores (3): 2000, 2001, 2003
- Wereldbeker voor clubteams (2): 2000, 2003

Individueel als trainer
- Zuid-Amerikaans Trainer van het Jaar (5): 1994, 1998, 2000, 2001, 2003
- IFFHS Beste Clubtrainer ter Wereld (2): 2000, 2003